# Erimbert
Erimbert var den missionerande munken Ansgars följeslagare på hans sista resa till Sverige (omkring 853). Erimbert förestod en tid den kristna församlingen i Birka.
Bör inte förväxlas med Ansgars levnadstecknare Rimbert, som också följde med honom på missionsresa norrut.